# قریه تل بنات
قریه تل بنات (به لاتین: Tal Banat) یک منطقهٔ مسکونی در عراق است که در شهرستان سنجار واقع شده‌است. قریه تل بنات ۱۴٬۰۰۰ نفر جمعیت دارد.